# لوغان كونينغهام
لوغان كونينغهام (بالإنجليزية: Logan Cunningham)‏ هو لاعب كرة قدم أمريكية أمريكي، ولد في 22 فبراير 1887، وتوفي في 1 نوفمبر 1964.